# Pol Pot
Saloth Sar, znan tudi kot Pol Pot, vodja Rdečih Kmerov in ministrski predsednik Kambodže, * 19. maj 1925, Prek Sbauv, Francoska Kambodža, † 15. april 1998, Anlong Veng, Kambodža. 
Kambodžo je vodil od leta 1975 do 1979. Imel je marksistično-leninistično ideologijo, kmerski nacionalist pa je bil med letoma 1963 in 1997 ter vodilni član kambodžanskega komunističnega gibanja, rdečih Kmerov, od leta 1963 do 1981, ko je bil generalni sekretar Komunistične partije Kampuče. V času njegovega vladanja je bila Kambodžija spremenjena v enopartijsko komunistično državo, njegova politika pa je državo pripeljala do kamboškega genocida. 
Pol Pot se je rodil kot uspešen kmet v Prek Sbauvu v francoski Kambodži. Izobraževal se je na nekaterih najbolj elitnih šolah v Kambodži. Med obiskom Pariza v štiridesetih letih se je pridružil francoski komunistični partiji. Ko se je leta 1953 vrnil v Kambodžo, se je vključil v marksistično-leninistično kmersko organizacijo Việt Minh in njeno gverilsko vojno proti novo neodvisni vladi kralja Norodoma Sihanouka. Potem, ko so se kmerski việt minhi leta 1954 umaknili v marksistično-leninistični Severni Vietnam, se je Pol Pot vrnil v Phnom Penh, kjer je delal kot učitelj, medtem ko je ostal osrednji član kambodžanskega marksistično-leninističnega gibanja. Leta 1959 je pomagal izboljšati gibanje v Kampuchejsko laburistični stranki, ki se je kasneje preimenovala v Komunistično partijo Kampučee (CPK). Da bi se izognil represiji države, se je leta 1962 preselil v taborišče v džungli in leta 1963 postal vodja CPK. Leta 1968 je znova začel vojno proti Sihanoukovi vladi. Potem ko je Lon Nol v državnem udaru leta 1970 izrinil Sihanouk, so se sile Pol Pota postavile na stran odstavljenemu voditelju proti novi vladi, ki jo je okrepila ameriška vojska. S pomočjo milice Viet Konga in severno Vietnamskih enot so sile Pol Potovih rdečih Kmerov napredovale in nadzorovale vso Kambodžo do leta 1975, nato pa je Pol Pot prevzel oblast. 
Pol Pot je po prevzemu oblasti Kambodžo preoblikoval v enopartijsko državo s komunizmom, imenovano Demokratična Kampučija. Da bi ustvaril agrarno socialistično družbo, za katero je verjel, da se bo razvila v komunistično družbo, je vlada Pola Pota prisilno premestila mestno prebivalstvo na podeželje, da bi delalo na kolektivnih kmetijah. Zaradi popolnega egalitarizma je bil denar odpravljen in vsi državljani so morali nositi enaka črna oblačila. Večkratni množični poboji CPK so povzročili naraščajoče nezadovoljstvo; do leta 1978 so se kambodžanski vojaki vzpenjali na vzhod. Po več letih spopadov na meji je na novo združeni Vietnam decembra 1978 napadel Kambodžo, v začetku leta 1979 odstranil Pol Pota z oblasti, ter postavil konkurenčno marksistično-leninistično vlado. Rdeči Kmeri so se umaknili v džunglo blizu tajske meje, od koder so se še naprej borili. Zaradi slabega zdravja je Pol Pot odstopil od številnih vlog v gibanju. Leta 1998 je poveljnik Rdečih Kmerov Ta Mok, Pol Pota zadržal v hišnem priporu, kmalu zatem pa je Pol Pot umrl zaradi srčnega popuščanja. 
Ob prevzemu oblasti na vrhuncu globalnega vpliva marksizma in leninizma je Pol Pot med mednarodnim komunističnim gibanjem postal močna osebnost na oblasti. Mnogi so trdili, da je odstopil od slabega odnosa do marksizmo-leninizma, vendar je Ljudska republika Kitajska njegovo vlado podprla kot branik proti sovjetskemu vplivu v jugovzhodni Aziji. Za svoje privržence je bil v boju proti vietnamskemu imperializmu prvak kamboške suverenosti in se je uprl marksističnemu revizionizmu Sovjetske zveze. Nasprotno pa je bil Pol Pot mednarodno obsojen zaradi svoje vloge v kambodškem genocidu in velja za totalitarnega diktatorja, krivega za številne zločine proti človeštvu. 

## Zgodnje življenje
Saloth Sar, ki se je pozneje poimenoval Pol Pot, se je rodil 19. maja 1925 v Prek Svabu, v takratni Francoski Kambodži, v srednje premožni družini, s sodelavci kraljeve družine. Kot ena od njegovih kraljevih sester konkubin je mladenič pogosto obiskoval palačo kraljeve rezidence.
Okoli leta 1934 je družina Saloth Sâr svojega sina poslala v budistični samostan v Phnom Penhu na versko pripravništvo. Dve leti pozneje je začel obiskovati Miche School, versko šolo v Phnom Penhu. Bivanje v Phnom Penhu s tremi njegovimi starejšimi brati je Salothu Sâru dalo novo vizijo stanja kmerskega prebivalstva, ki je predstavljalo manjšino v mestu; trgovci so bili večinoma Kitajci, vietnamski vladni delavci, v mestu pa so bivali tudi nekateri francoski častniki. Leta 1947 se je uspel vpisati na prestižno srednjo šolo Sisowath, vendar študij ni bil ploden, zato je vstopil v tehnično šolo Russey Keo. Tu je leta 1949 dobil štipendijo za radijsko inženirstvo na EFREI v Parizu.
Kot velik občudovalec francoske revolucije je kmalu prišel v stik z marksističnimi ideali Jean-Paula Sartra, ki je bil njegov mentor in navdih, in se leta 1950 celo pridružil mednarodni brigadi delavcev, ki so odšli v Titovo Jugoslavijo gradit ceste. Leta 1951, potem ko se je pridružil kmerskemu marksističnemu krogu, ki je medtem monopoliziral združenje kmerskih študentov, se je pridružil francoski komunistični stranki (ki je tako kot Saloth Sâr podpirala protikolonialni boj Viet Minha v Francoski Indokini). Januarja 1953 se je po treh letih katastrofalnega študija - zaradi politične angažiranosti - vrnil v domovino, prvi med člane Kroga.

## Politična kariera

### Narodnoosvobodilna vojna
Kambodža je bila v tistih letih – skupaj z Vietnamom in Laosom – prizorišče upora, skoraj v celoti komunističnega izvora, proti francoski okupaciji Indokitajskega polotoka. Avgusta 1953 je Pol Pot skupaj z Rathom Samoeunom dosegel vas Krabao, vzhodni sedež Viet Minha, ki se nahaja na meji med provincama Kampong Cham in Prey Veng, in se pridružil gibanju. Vendar je v njem kmalu našel učinkovito prevlado vietnamskih nacionalnih interesov. Pravzaprav so leta 1954 Francozi zapustili Indokino, Viet Minh pa se je umaknil v komunistični Severni Vietnam in pripeljal s seboj kamboške komunistične kadre, prek katerih so lahko razširili revolucijo na sosednjo državo v nepredvideni prihodnosti.

### Ustanovitev rdečih Kmerov
Pol Pot je ostal v Kambodži in je bil eden od ustanoviteljev Kmerske ljudske revolucionarne stranke, malo več kot lokalne podružnice Vietnamske delavske stranke. Kralj Norodom Sihanuk je razpisal volitve, abdiciral in ustanovil politično stranko. S svojo priljubljenostjo in nekaj ustrahovanja je izbrisal komunistično opozicijo in osvojil vse sedeže v parlamentu. Pol Pot je kmalu pobegnil tajni policiji Sihanuka in preživel dvanajst let kot begunec, kjer je treniral rekrute. Leta 1968 je Sihanukov vodja notranje varnosti Lon Nol brutalno ukrepal proti revolucionarjem, znanim kot Komunistična partija Kampučije. Pol Pot je začel izvajati oboroženo vstajo proti vladi, ki ga je podprla Ljudska republika Kitajska.
Pred letom 1970 je bila komunistična partija Kampučije nepomembnega pomena v kamboški politiki. Vendar je leta 1970 general Lon Nol, ki so ga podprle Združene države Amerike, odstavil Sihanuka, saj je bil slednji viden kot podpornik Viet Konga. V protestu je Sihanuk podprl stran Pola Pota. Istega leta je Richard Nixon ukazal vojaški vpad v Kambodžo z namenom uničenja svetišč Viet Konga na meji z Južnim Vietnamom.
Sihanukova priljubljenost je skupaj z invazijo ZDA na Kambodžo mnoge pripeljala na stran Pol Pota in kmalu se je vlada Lon Nola znašla pod nadzorom mest. William Shawcross v svoji knjigi Sideshow (1979) trdi, da Rdeči Kmeri morda ne bi prevzeli oblasti, če ne bi bilo destabilizacije, ki jo je povzročila vietnamska vojna, in zlasti bombnih kampanj, katerih cilj je bil »izbris vietnamskih zavetišč« v Kambodži.

### Državljanska vojna in revolucija
Ko so Združene Države Amerike leta 1973 zapustile Vietnam, so Viet Kongovci zapustili Kambodžo, a Rdeči Kmeri so se še naprej borili. Ker ni mogla ohraniti nadzora nad ljudstvom, je vlada Lon Nola hitro propadla. 17. aprila 1975 je komunistična partija Kampučije zavzela Phnom Penh in Lon Nol je pobegnil v ZDA. Manj kot mesec dni pozneje, 12. maja, so pomorske sile Rdečih Kmerov, ki so delovale v kambodžanskih teritorialnih vodah, zasegle ameriško trgovsko ladjo S.S. Mayaguez, zadnji, ki je zapustil Vietnam, kar je sprožilo krizo Mayaguez.
Norodom Sihanuk se je leta 1975 vrnil v uradne vrste - čeprav brez uradnega položaja ali urada -, a se je kmalu znašel, da so se mu pridružili njegovi radikalnejši komunistični kolegi, za katere so sumili, da nameravajo obnoviti monarhijo.

## Voditelj Kambodže
20. aprila 1975, tri dni po padcu Phnom Penha, je Pol Pot na skrivaj prispel v zapuščeno mesto, kjer je kmalu zaprisegel kot voditelj Kambodže. Skupaj z drugimi voditelji Rdečih Kmerov se je ustalil na železniški postaji, ki jo je bilo enostavno braniti. V začetku maja so svoj sedež preselili v stavbo nekdanjega ministrstva za finance. Vodstvo stranke se je kmalu sestalo v Srebrni pagodi, na katerem so se strinjali, da mora biti dvig kmetijske proizvodnje glavna prioriteta njihove vlade ter na oblasti uveljavili komunizem. Pol Pot je izjavil, da je kmetijstvo ključno tako za izgradnjo države kot za nacionalno obrambo; verjel je, da bi bila, če se Kambodža ne bi mogla hitro razvijati, ranljiva za vietnamsko prevlado, kot je bila v preteklosti. Njihov cilj je bil v petih do desetih letih doseči 70 do 80 % kmetijske mehanizacije, v petnajstih do dvajsetih letih pa sodobno industrijsko bazo. Kot del tega projekta je Pol Pot videl, da je nujno, da razvijejo sredstva za zagotavljanje, da je kmečko prebivalstvo delalo težje kot prej.
Rdeči Kmeri so želeli Kambodžo vzpostaviti kot samozadostno državo. Tuje pomoči niso v celoti zavrnili, čeprav so jo imeli za pogubno. Medtem ko jim je Kitajska zagotovila znatno pomoč v hrani, to ni bilo javno priznano. Po ustanovitvi nove vlade je Pol Pot kot prvo državo obiskal Kitajsko, kjer se je srečal z Maom Cetungom. Čeprav je komunikacijo z Maom ovirala odvisnost od prevajalcev, je Mao mlajšega Kambodžanca posvaril pred nekritičnim posnemanjem poti v socializem, ki jo zasleduje Kitajska ali katera koli druga država, in mu svetoval, naj se izogiba ponavljanju drastičnih ukrepov, ki so jih pred tem uvedli Rdeči Kmeri. Na Kitajskem se je Pol Pot zdravil tudi zaradi malarije in želodčnih bolezni. Pol Pot je nato odpotoval v Severno Korejo, kjer se je srečal s Kimom Il-sungom. Sredi julija se je vrnil v Kambodžo in avgust preživel na turneji po jugozahodnem in vzhodnem delu države.
Januarja 1976 je potekala seja vlade za razglasitev nove ustave, ki je razglasila, da se država preimenuje v Demokratično Kampučijo. Ustava je uveljavila državno lastništvo nad proizvodnimi sredstvi, razglasila enakost moških in žensk ter pravice in obveznosti vseh državljanov do dela. V njem je bilo začrtano, da bo državo vodil tričlansko predsedstvo, in takrat so voditelji Pol Pot in Rdečih Kmerov pričakovali, da bo Sihanuk prevzel eno od teh vlog. Sihanuk je bil kljub temu vse bolj neprijeten zaradi nove vlade in marca je odstopil s položaja vodje države. Pol Pot ga je večkrat, a neuspešno poskušal prepričati, da si je premislil. Sihanuk je prosil, da mu dovolijo potovanje na Kitajsko, navajajoč potrebo po zdravljenju, vendar je bilo to zavrnjeno. Namesto tega so ga hranili v svoji palači, ki je bila dovolj založena z blagom, da mu je omogočila razkošen življenjski slog skozi leta Rdečih Kmerov.
Odstranitev Sihanuka je končala pretvarjanje, da je vlada Rdečih Kmerov enotna fronta. Ker Sihanouk ni več del vlade, je Pol Potova vlada izjavila, da je »nacionalne revolucije« konec in da se »socialistična revolucija« lahko začne, kar bo državi omogočilo, da se čim hitreje premakne k čistemu komunizmu. Pol Pot je novo državo opisal kot »dragocen model za človeštvo« z revolucionarnim duhom, ki je prekršil duh prejšnjih revolucionarnih socialističnih gibanj. V 1970-ih je bil marksistični-leninizem na najmočnejši točki v zgodovini in Pol Pot je kamboški zgled predstavil kot tisti, ki bi mu morala slediti druga revolucionarna gibanja. 
Kot del novega predsedstva je Pol Pot postal predsednik vlade države. Na tej točki je prevzel javno ime Pol Pot; ker nihče v državi ni vedel, kdo je to, je bila predstavljena izmišljena biografija. Pol Potova ključna zaveznika sta prevzela druga dva položaja, Nuon Chea kot predsednik stalnega odbora državnega zbora in Khieu Samphan kot vodja države. Načeloma je Stalni odbor Rdečih Kmerov odločal na podlagi leninističnega načela demokratičnega centralizma. V resnici je bilo bolj avtokratsko, saj so se odločitve Pol Pota izvajale. Parlament, ki je bil izvoljen prejšnje leto, se po letu 1976 ni nikoli sestal. Septembra 1976 je Pol Pot javno razkril, da je Angkar marksistično-leninistična organizacija. Septembra 1977 je Pol Pot na mitingu na olimpijskem stadionu nato razkril, da je Angkar psevdonim za CPK. Septembra 1976 je bilo objavljeno, da naj bi Pol Pot odstopil z mesta predsednika vlade, da bi ga zamenjal Nuon Chea, vendar je v resnici ostal na oblasti in se oktobra vrnil na svoj prejšnji položaj. To je bila verjetno taktika preusmerjanja pozornosti vietnamske vlade, medtem ko je Pol Pot očistil CPK od posameznikov, za katere je sumil, da gojijo vietnamske simpatije. Kljub marksističnim pretvezam so Rdeči Kmeri poskušali izkoreniniti delavski razred, saj so ga videli kot »dekadentni relikt preteklosti«. Rdeči Kmeri so se prav tako odrekli komunizmu leta 1977, pri čemer je Ieng Sary izjavil: »Nismo komunisti ... mi smo revolucionarji [ki ne] pripadamo splošno sprejeti skupini komunistične Indokine«.

### Zunanja politika
Navzven so bili odnosi med Kambodžo in Vietnamom visoki po ustanovitvi Demokratične Kampučije; po združitvi Vietnama julija 1976 je kamboška vlada izdala sporočilo s čestitkami. Zasebno so se odnosi med obema poslabšali. V govoru ob prvi obletnici njihove zmage v državljanski vojni je Khieu Vietnamce označil za imperialiste. Maja 1976 so pogajanja o oblikovanju uradne meje med državama propadla.
Ob prevzemu oblasti so Rdeči Kmeri zavrnili tako zahodne države kot Sovjetsko zvezo kot prijateljskega podpornika. Namesto tega je Kitajska postala glavni mednarodni prijatelj Kambodže. Ker se Vietnam zaradi Kitajske vse bolj zavzema za Sovjetsko zvezo, so Kitajci videli vlado Pol Pota kot branik pred vietnamskim vplivom na Indokitajskem polotoku. Mao je obljubil 1 milijardo dolarjev vojaške in gospodarske pomoči Kambodži, vključno s takojšnjo donacijo v višini 20 milijonov dolarjev. V državo je bilo poslanih tudi na tisoče kitajskih vojaških svetovalcev in tehnikov, da bi pomagali pri projektih, kot je gradnja vojaškega letališča Kampong Čhnang. Odnos med kitajsko in kamboško vlado je bil kljub temu moten zaradi medsebojnega sumničenja in Kitajska je imela le malo vpliva na notranjo politiko Pol Pota. Imela je večji vpliv na zunanjo politiko Kambodže, saj je državo uspešno spodbudila k zbliževanju s Tajsko in odprti komunikaciji z ZDA za boj proti vietnamskemu vplivu v regiji. 
Potem, ko je septembra 1976 Mao umrl, ga je Pol Pot pohvalil in Kambodža je razglasila uradno obdobje žalovanja. Novembra 1976 je Pol Pot na skrivaj odpotoval v Peking, da bi ohranil zavezništvo svoje države s Kitajsko po aretaciji Tolpe štirih. Iz Pekinga so ga nato odpeljali na turnejo po Kitajski, kjer je obiskal mesta, povezana z Maom in kitajsko komunistično stranko. Kitajci so bili edina država, ki je lahko obdržala svoje staro veleposlaništvo v Phnom Penhu. Vsi drugi diplomati so bili prisiljeni živeti v dodeljenih prostorih na Boulevard Monivong. Ta ulica je bila zabarikadirana in diplomatom ni bilo dovoljeno oditi brez spremstva. Hrano so jim prinašali in zagotavljali v edini trgovini, ki je ostala odprta v državi. Pol Pot je Rdeče Kmere videl kot zgled, ki bi ga morala kopirati druga revolucionarna gibanja po vsem svetu, in je dvoril marksistične voditelje iz Burme, Indonezije, Malezije in Tajske, kar je tajskim marksistom omogočilo, da vzpostavijo baze vzdolž kamboške meje s Tajsko. Novembra 1977 je bil burmanski Ne Win prvi tuji vodja vlade, ki je obiskal Demokratično Kampučijo, kmalu zatem pa mu je sledil romunski voditelj Nicolae Ceausescu.

### Množični poboji in javne usmrtitve
Rdeči Kmeri so ljudi razvrščali tudi na podlagi njihovega verskega in etničnega porekla. Pol Pot in Rdeči Kmeri so prepovedali religijo in v državi uveljavili ateizem. Budistične menihe so obravnavali kot družbene parazite in jih imenovali za poseben razred. V enem letu po zmagi Rdečih Kmerov v državljanski vojni so bili menihi v državi obsojeni na opravljanje različnih težkih del na podeželskih zadrugah in namakalnih projektih. Proti Pol Potovi vladi je izbruhnilo več uporov. Regionalni vodja zahodne cone Rdečih Kmerov Koh Kong in njegovi privrženci so začeli izvajati manjše napade na vladne cilje vzdolž tajske meje. Med Chami je bilo tudi več vaških uporov. Februarja 1976 so eksplozije v Siem Reapu uničile skladišče streliva. Pol Pot je sumil, da za bombnim napadom stojijo visoke vojaške osebnosti, in čeprav ni mogel dokazati, kdo je odgovoren, je ukazal aretirati več vojaških častnikov. Septembra 1976 so bili aretirani različni člani partije in obtoženi zarote z Vietnamom, da bi strmoglavili Pol Potovo vlado. V prihodnjih mesecih je število aretiranih močno naraslo. Vlada si je izmislila trditve o poskusih atentata na svoje vodilne člane, da bi upravičila ta notranji zatrt znotraj same CPK. Te člane stranke so obtožili, da so vohuni za Cio, sovjetski KGB ali Vietnamci. Spodbujali so jih k priznanju obtožb, pogosto po mučenju ali grožnji z mučenjem, pri čemer so ta priznanja nato brali na partijskih sestankih. Poleg tega, da so se pojavili na območju okoli Phnom Penha, so bili zaupanja vredni partijski kadri poslani na območja države, da bi sprožili nadaljnje čistke in javne usmrtitve med tamkajšnjim članstvom stranke.
Rdeči Kmeri so preuredili zapuščeno srednjo šolo v regiji Tuol Sleng v Phnom Penhu v varnostni zapor S-21. Za opravljanje zapora je bil odgovoren obrambni minister Son Sen. Število poslanih v zapor S-21 je vztrajno raslo, ko se je nadaljevala čistka CPK. V prvi polovici leta 1976 je bilo tja poslanih okoli 400 ljudi; v drugi polovici leta se je ta številka približala 1000. Do pomladi 1977 so tja poslali do 1000 ljudi vsak mesec. Med 15.000 in 20.000 ljudi je bilo ubitih v zaporu S-21. Približno ducat jih je bilo iz zahoda. Pol Pot ni nikoli osebno obiskal zapor S-21. Od konca leta 1976 dalje, zlasti sredi leta 1977, se je raven nasilja povečala po vsej Demokratični Kampučiji, zlasti na območju vasi. Na podeželju so večino množičnih pobojev izvedli mladi kadri, ki so uveljavljali tisto, za kar so verjeli, da je volja vlade. Po vsej državi so kmečki kadri mučili in pobijali pripadnike svojih skupnosti, ki jih niso marali. Številni kadri so jedli jetra svojih žrtev in odtrgali nerojene otroke svojim materam, da bi jih uporabili kot kun krak talismane. Centralno poveljstvo CPK se je zavedalo takšnih praks, vendar ni storilo ničesar, da bi jih ustavilo. Do leta 1977 je naraščajoče nasilje, skupaj s slabo hrano, povzročalo razočaranje celo znotraj osnovne podporne baze Rdečih Kmerov. Naraščajoče število Kambodžanov je poskušalo pobegniti na Tajsko in Vietnam. Jeseni 1977 je Pol Pot razglasil konec čistke. Po lastnih podatkih CPK je bilo do avgusta 1977 med 4000 in 5000 članov partije likvidiranih kot »sovražnih agentov« ali »slabih elementov«. Leta 1978 je vlada sprožila drugo čistko, med katero je bilo več deset tisoč Kambodžanov obtoženih, da so simpatizerji Vietnama, in jih pobili. Na tej točki so bili ubiti preostali člani CPK, ki so preživeli čas v Hanoju, skupaj z njihovimi otroki. Januarja 1978 je Pol Pot svojim kolegom oznanil, da bi moral biti njihov slogan »Očistite partijo! Očistite vojsko! Očistite kadre!«

#### Število žrtev
Ben Kiernan ocenjuje, da je zaradi politike Rdečih Kmerov umrlo od 1,671 do 1,871 milijona Kambodžanov ali med 21 % in 24 % prebivalstva Kambodže iz leta 1975. Študija francoskega demografa Mareka Sliwinskega je izračunala nekaj manj kot 2 milijona nenaravnih smrti pod vodstvom Rdečih Kmerov od 7,8 milijona kamboškega prebivalstva iz leta 1975; Pod vodstvom Rdečih Kmerov je umrlo 33,5 % kamboških moških v primerjavi s 15,7 % kamboških žensk. Glede na akademski vir iz leta 2001 se najbolj splošno sprejete ocene presežka smrti pod vodstvom Rdečimi Kmeri gibljejo od 1,5 milijona do 2 milijona, čeprav so bile navedene številke od 1 milijona do 3 milijone; Običajno sprejete ocene smrti zaradi usmrtitev Rdečih Kmerov se gibljejo od 500.000 do 1 milijona, »tretjina do polovica presežne umrljivosti v tem obdobju«. Vendar pa akademski vir iz leta 2013 (citira raziskavo iz leta 2009) navaja, da je usmrtitev morda predstavljala kar 60 % celotnega števila, pri čemer je 23.745 množičnih grobišč vsebovalo približno 1,3 milijona domnevnih žrtev usmrtitve.
Čeprav so bile precej višje od prejšnjih in širše sprejetih ocen o usmrtitvah Rdečih Kmerov, je Craig Etcheson iz Dokumentacijskega centra Kambodže (DC-Cam) takšne ocene več kot milijon usmrtitev zagovarjal kot »verjetne, glede na naravo množičnega groba in DC - Camove metode, pri katerih je večja verjetnost, da bodo povzročile premajhno število trupel in ne precenjeno«. Demograf Patrick Heuveline je ocenil, da je med letoma 1970 in 1979 zaradi nenaravne smrti umrlo med 1,17 milijona in 3,42 milijona Kambodžanov, med 150.000 in 300.000 od teh smrti med državljansko vojno. Heuvelineova osrednja ocena je 2,52 milijona presežnih smrti, od tega je bilo 1,4 milijona neposredna posledica nasilja. Čeprav temelji na anketi Kambodžanov od hiše do hiše, se ocena 3,3 milijona smrti, ki jo je objavil režim naslednice Rdečih Kmerov, Ljudska republika Kampučija (PRK), na splošno šteje za pretiravanje; Organi LRK so med drugimi metodološkimi napakami dodali ocenjeno število žrtev, ki so jih našli v delno ekshumiranih množičnih grobiščih, k neobdelanim rezultatom raziskave, kar pomeni, da bi bile nekatere žrtve dvakrat preštete.
Ocenjuje se, da je med letoma 1979 in 1980 umrlo od lakote 300.000 Kambodžanov, večinoma zaradi posledic politike Rdečih Kmerov.

### Razpad Demokratične Kampučije
25. decembra 1978 je vietnamska vojska začela svojo obsežno invazijo. Njene kolone so sprva napredovale v severovzhodno Kambodžo in dosegle Kratie 30. decembra in Stung Treng 3. januarja 1979. Vietnamske glavne sile so nato 1. januarja 1979 vstopile v Kambodžo in se usmerile po cestah ena in sedem proti Phnom Penhu. Kamboška prednja obramba jih ni uspela ustaviti. Ker je bil napad na Phnom Penh neizbežen, je januarja Pol Pot ukazal, da se Sihanuk in njegovo družino pošlje na Tajsko. Kmalu zatem je sledil celoten diplomatski zbor. 7. januarja so Pol Pot in druge visoke vladne osebnosti zapustile mesto in se odpeljale v Pursat. Tam so preživeli dva dni, preden so se preselili v Battambang. Potem, ko so Rdeči Kmeri evakuirali Phnom Penh, je bil Mok edina visoka vladna osebnost, ki je ostala v mestu, zadolžena za nadzor njegove obrambe. Nuon Chear je ukazal kadrom, ki je nadzoroval S-21, da ubijejo vse preostale zapornike, preden so ga ujeli Vietnamci. Vendar se čete, ki so varovale mesto, niso zavedale, kako blizu je dejansko bila vietnamska vojska; vlada je prebivalstvu prikrila obseg vietnamskih dobičkov. Ko so se Vietnamci približevali, so številni častniki in drugi vojaki, ki so varovali mesto, pobegnili;  obramba je bila zelo neorganizirana. Obstajajo osamljeni primeri kamboških vaščanov, ki so iz maščevanja ubili uradnike Rdečih Kmerov. Januarja je Vietnam pod Samrinom postavil novo vlado, sestavljeno iz Rdečih Kmerov, ki so pobegnili v Vietnam, da bi se izognili čistkam. Nova vlada je Kambodžo preimenovala v Ljudsko republiko Kampučijo. Čeprav so številni Kambodžanci Vietnamce sprva pozdravljali kot rešitelje, je sčasoma zamera proti okupacijskim silam rasla.
Rdeči Kmeri so se obrnili na Kitajsko za podporo proti invaziji. Sary je na Kitajsko odpotoval prek Tajske. Tam je Deng pozval Rdeče Kmere, naj nadaljujejo gverilsko vojno proti Vietnamcem in vzpostavijo široko, nekomunistično fronto proti zavojevalcem, pri čemer je imela vidno vlogo Sihanuk. Kitajska je poslala svojega podpredsednika Genga Biaoa na Tajsko, da se pogaja o pošiljki orožja Rdečim Kmerom preko Tajske. Kitajska je poslala tudi diplomate, da bi ostali v taboriščih Rdečih Kmerov blizu tajske meje. Pol Pot se je s temi diplomati srečal dvakrat, preden jih je marca kitajska vlada zaradi njihove varnosti umaknila. Na Kitajskem so Rdeči Kmeri ustanovili svojo radijsko postajo Glas demokratske Kampučije, ki je ostala njihov glavni izhod za komunikacijo s svetom. Februarja so Kitajci napadli severni Vietnam v upanju, da bodo vietnamske čete odgnali stran od invazije na Kambodžo. Poleg Kitajske so Rdeči Kmeri prejeli tudi podporo ZDA in večine drugih nemarksističnih držav jugovzhodne Azije, ki so se bale vietnamske agresije kot orodja sovjetskega vpliva v regiji. 15. januarja so Vietnamci dosegli Sisophon. Pol Pot, Nuon Chea in Khieu Samphan so se nato preselili v Palin na tajski strani meje in se konec januarja ponovno preselili v Tasanh, kjer se jim je pridružil Sary. Tam so 1. februarja organizirali konferenco Centralnega komiteja, na kateri so se odločili biti proti Dengovemu nasvetu o enotni fronti. V drugi polovici marca so se Vietnamci preselili na rob Rdečih Kmerov vzdolž tajske meje, kjer je veliko čet Pol Pota prešlo na samo Tajsko. Vietnamci so napredovali na Tasanh, iz katerega so voditelji Rdečih Kmerov pobegnili le nekaj ur, preden so jih zajeli. 20. marca 1979 je Pol Pot odstopil z mesta voditelja Kambodže. 

## Poznejše življenje
Po odstopu z mesta voditelja so se Pol Pot in rdeči Kmeri umaknili z v džunglo v zahodnem delu države. Julija 1979 je Pol Pot ustanovil nov sedež, Office 131, na zahodnem boku Mount Thom. Opustil je ime Pol Pot in se začel imenovati Phem. Septembra 1979 je Khieu objavil, da Rdeči Kmeri vzpostavljajo novo združeno fronto, Patriotično demokratsko fronto, ki združuje vse Kambodžane, ki so nasprotovali vietnamski okupaciji. Višji člani Rdečih Kmerov so začeli zanikati vzrok socializma. Člani skupine so prenehali nositi enotna črna oblačila;  Sam Pol Pot je začel nositi obleke iz džungle zelene barve in kasneje tajske safari obleke. Short je verjel, da te spremembe odražajo resničen ideološki premik v Rdečih Kmerih. Oktobra je Pol Pot ukazal konec usmrtitev, ukaz, ki so mu v veliki meri sledili. Novembra 1979 je Generalna skupščina Združenih narodov izglasovala priznanje delegacije Rdečih Kmerov in ne vlade, ki jo podpira Vietnam, za legitimno vlado Kambodže. Decembra je Samphan zamenjal Pol Pota na mestu predsednika vlade Demokratične Kampučije, poteza, ki je Pol Potu omogočila, da se osredotoči na vojna prizadevanja in ki je bila morda namenjena tudi izboljšanju podobe Rdečih Kmerov.
Leta 1981 je bilo politično krilo gibanja, Kamboška komunistična partija, ukinjeno. To odločitev je narekovalo sodelovanje z ZDA. Tako je politično krilo Rdečih Kmerov postalo Demokratična stranka Kampučije. Nova formacija je odstopila od komunistične ideologije in napovedala, da podpira parlamentarno demokracijo in liberalni gospodarski model (v več državah je skupina za študij teorije Pol Pot, ki je promovirala poglede izpred dekomunizacij gibanja, delovala zakonito ). Leta 1982 je bila s podporo ZDA in Kitajske ustanovljena koalicijska vlada Demokratične Kampučije. Vlado so sestavljali monarhisti, desničarski republikanci in Rdeči Kmeri, večina nekomunističnih držav pa jo je mednarodno priznala.
Po ofenzivi vlade in vietnamskih čet v letih 1984-1985 so bili Rdeči Kmeri izgnani iz države. Poraženi partizani so našli zatočišče na Tajskem. Hkrati je bilo objavljeno, da se je Pol Pot leta 1985 upokojil. Šlo je za izključno propagandno operacijo, pravzaprav je še naprej vodil gibanje, skrival se je pod kodnima imeni 87 in Brother No. 1, medtem ko je užival zaščito posebne enote tajske vojske.

### Pripor in smrt
Pol Pot je postal sumljiv do Son Sena in je junija 1997 ukazal njegovo usmrtitev. Kadri Rdečih Kmerov so nato ubili Son Sena ter še 13 njegovih družinskih članov in pomočnikov; Pol Pot je pozneje izjavil, da vseh teh umorov ni on načrtoval. Mok je bil zaskrbljen, da bi se lahko tudi Pol Pot obrnil proti njemu. Mok je združil čete, ki so mu zveste, pri Anlong Vengu in jih obvestil, da je Pol Pot izdal njihovo gibanje in se nato napotil v Kbal Ansoang. V strahu pred Mokovimi vojaki so 12. junija Pol Pot, njegova družina in več telesnih stražarjev pobegnili peš. Pol Pot je bil takrat že zelo krhek in ga je bilo treba nositi. Potem ko so jih Mokove čete prijele, je bil Pol Pot postavljen v hišni pripor. Khieu Samphan in Nuon Chea sta se postavila na stran Moka. 
Medtem, ko je bil v hišnem priporu ameriški novinar Nate Thayer opravil zadnji intervju s Pol Potom, kjer je Pol Pot izjavil, da je njegova vest čista, vendar je priznal, da so bile storjene napake, in rekel Thayerju, da želi, da ve, da vse, kar je naredil, je naredil za svojo državo. Zavrnil je tudi idejo, da so umrli milijoni, z besedami, da so milijoni umrli, je preveč in da se ve, za druge ljudi, dojenčke, mlade, da jih ni ukazal, da bi jih pobili.
Konec julija so Pol Pota in tri poveljnike Rdečih Kmerov, ki so mu ostali zvesti, pripeljali na množično srečanje blizu Sang'nama. Thayer je bil povabljen k snemanju dogodka. Tam so Rdeči Kmeri Pol Pota obsodili na dosmrtni zapor; drugi trije poveljniki so bili obsojeni na smrtno kazen. Tri mesece pozneje je Mok dovolil Thayerju, da obišče in intervjuva Pol Pota.
15. aprila 1998 je Pol Pot umrl v spanju zaradi srčnega popuščanja, v starosti 72 let. Thayer, ki je bil prisoten, je trdil, da se je Pol Pot ubil, ko je izvedel za Ta Mokov načrt, da ga bo izročil Združenim državam, in dejal, da je "Pol Pot umrl po zaužitju smrtonosnega odmerka kombinacije valiuma in klorokina". Njegovo truplo je bilo ohranjeno z ledom, potem ko improvizirano balzamiranje s formaldehidom ni uspelo, tako da so lahko novinarji, ki so se udeležili njegovega pogreba, preverili njegovo smrt. Tri dni pozneje je njegova žena kremirala njegovo truplo na pogorišču iz gum in smeti, pri čemer je uporabila tradicionalne budistične pogrebne obrede.
Maja sta Pol Potova žena in Tep Khunnal pobegnila v Malezijo, kjer sta se poročila. Sami Rdeči Kmeri so se še naprej soočali s teritorialnimi izgubami za kamboško vojsko in marca 1999 je bil ujet tudi Ta Mok.

## Zasebno življenje
Pol Pot se je poročil dvakrat. Njegova prva žena je bila Khieu Ponnary, s katero se je poročil leta 1956. Z njo je imel enega otroka, hčerko Sar Patchata. Po pobegu v džunglo spomladi 1979 sta se Pol Pot in Khieu Ponnary ločila. V osemdesetih letih je Pol Pot spoznal Mea Son, s katero sta se poročila v začetku leta 1986. Skupaj sta ostala poročena do njegove smrti leta 1998 in nista imela nobenih otrok.